# OpenText
OpenText Corporation è una società canadese che sviluppa e commercializza software per la gestione dell'informazione aziendale.
OpenText, con sede principale a Waterloo nello stato di Ontario, nel 2014 è risultata la più importante società per lo sviluppo di software del Canada e, secondo Mediacorp Canada Inc., nel 2016 rientrava tra le cento maggiori imprese canadesi per numero di occupati.
I prodotti di OpenText gestiscono contenuti informativi o dati non strutturati e sono utilizzati da grandi imprese, agenzie governative ed aziende che erogano servizi professionali. Le soluzioni di OpenText consentono di affrontare la gestione dei requisiti per l'information management, la gestione di grandi volumi di dati, l'aderenza a requisiti normativi e la gestione dell'esperienza mobile e online degli utenti.
OpenText impiega oltre 25.000 lavoratori in tutto il mondo ed è una società per azioni quotata sul listino NASDAQ (OTEX) e presso la Borsa Valori di Toronto (OTEX).

## Storia
OpenText è stata fondata nel 1991 da Frank Tompa (professore presso l'Università di Waterloo), Timothy Bray e Gaston Gonnet come uno sviluppo di OpenText Systems Inc., fondata a sua volta nel 1989. La società è nata come uno spin off di un progetto dell'Università di Waterloo per lo sviluppo di tecnologia dedicata all'indicizzazione dell'Oxford English Dictionary.
Tra i principali collaboratori della società si ricorda Tom Jenkins, che assunse il ruolo di Direttore Operativo (COO) nel 1994, divenendo successivamente Presidente e Amministratore Delegato e, dal 2013, Presidente Esecutivo. Altri nomi importanti sono stati John Shackleton (Presidente nel periodo dal 1998 al 2011 e Amministratore Delegato dal 2005 al 2011), Mark Barrenechea (Presidente e Amministratore Delegato dal 2012) e Steve Murphy (Presidente dal 2016 sino a quando la carica è stata cancellata nel 2017. Mark Barrenechea è stato nominato Amministratore Delegato Canadese dell'anno nel 2015.
OpenText contribuisce alle attività dell'University of Waterloo Stratford Campus.
Nell'agosto 2016 OpenText è risultata al primo posto nella classifica delle aziende con la maggiore crescita nel mercato cloud ("Fastest Growing Cloud Companies") edito dalla società di consulenza PWC.

## Acquisizioni
Tra le principali acquisizioni operate da OpenText si ricordano Opencola nel 2003, Documentum e Captiva Software nel 2016, Guidance Software nel 2017, Micro Focus nel 2023.